# Humberto Martones Morales
Humberto Martones Morales (Santiago, 12 de septiembre de 1927-22 de abril de 2017) fue un político chileno, ministro de Tierras y Colonización y de Obras Públicas del gobierno de Salvador Allende.

## Biografía
Fue hijo de Humberto Martones Quezada y de Elena Morales Soto. Realizó sus estudios secundarios en el Liceo Amunátegui. Se casó con Adela Viñales Pastenes, con quien tuvo tres hijos: Humberto, Mirtho y Marcela Martones. Su primer trabajo lo realizó con su padre, quien era propietario de una pequeña industria.
A partir de 1948 inició su carrera política dentro del Partido Democrático del Pueblo, para luego ingresar en 1960 al Partido Democrático Nacional (PADENA), donde llegó a ser presidente nacional de la Juventud y secretario general. 
Fue elegido diputado por Santiago en los periodos 1953-1957 y 1957-1961. En sus ocho años en la Cámara, integró las comisiones permanentes de Hacienda y Presupuesto, Defensa Nacional y la de Constitución, Legislación y Justicia.
En 1967 decidió formar junto a otros un nuevo partido, el Partido Social Demócrata, pasando a formar parte de su Comité Central. En 1972, pasó a formar parte del Partido Radical.
Durante la campaña presidencial de Salvador Allende de 1964, trabajó en el comando de la Unidad Popular y anteriormente, en la campaña de 1964 formó parte del Departamento de Finanzas.
Fue ministro de Tierras y Colonización de Salvador Allende, desde el 3 de noviembre de 1970 hasta el 27 de marzo de 1973; ministro subrogante de Agricultura del 5 al 9 de marzo de 1971, y del 26 de mayo al 4 de junio de 1971. Su última cartera fue la de Obras Públicas y Transportes, que tomó entre el 27 de marzo de 1973 y el 9 de agosto del mismo año.
Después del golpe militar de 1973, partió al exilio en Perú. Durante su estancia en este país presidió la organización Chile Democrático y junto con Anselmo Sule participa en la Internacional Socialista y en la Conferencia Permanente de Partidos Políticos de América Latina y el Caribe (COPPPAL). En 1988, fue parte de la directiva fundacional del Partido Amplio de Izquierda Socialista, como vicepresidente. 
Tras el retorno a la democracia, fue presidente de la Red de Programas de Adultos Mayores de Chile.